# Glucurono-conjugaison
 (février 2024).
Si vous disposez d'ouvrages ou d'articles de référence ou si vous connaissez des sites web de qualité traitant du thème abordé ici, merci de compléter l'article en donnant les références utiles à sa vérifiabilité et en les liant à la section « Notes et références ».
La glucurono-conjugaison, parfois aussi appelée glycurono-conjugaison, est l'addition d'acide glucuronique (un dérivé oxydé du glucose) activé sous forme d'UDP-acide glucuronique, à une molécule (xénobiotique, toxique ou produit de dégradation hydrophobe) grâce à une enzyme glucuronyl-transférase.
L'acide glucuronique se condense avec un groupement –OH, –SH, –COOH ou –NH2, formant entre autres une liaison éther (R-O-R') ou thioéther (R-S-R').
Cette réaction de conjugaison permet la solubilisation de la molécule et ainsi son élimination dans l'urine ou les fèces.

## Exemples physiologiques

### Métabolisme de la bilirubine
La bilirubine libre (ou non-conjuguée) présente dans le sérum (liquide sanguin débarrassé de ses cellules) est captée par les hépatocytes (cellules du foie) qui grâce à une enzyme UDP glucuronyl-transférase vont catalyser la réaction de conjugaison de la bilirubine à l'acide glucuronique (ou 2 UDP-glucuronate), vont libérer 2 UDP et se lier à la bilirubine pour former le di-glucuronide de bilirubine (ou bilirubine conjuguée). Cette dernière est soluble et non toxique et pourra donc être éliminée par la vésicule biliaire et se retrouvera dans l'appareil digestif avant d'être éliminée par les selles.
Une mauvaise élimination de la bilirubine (par déficit de glucurono-conjugaison par exemple) va provoquer un ictère (jaunissement de la peau et du blanc des yeux, parfois aussi appelé "jaunisse").

### Défaut de glucurono-conjugaison
Les félidés présentent un défaut de glucurono-conjugaison. Il y a absence de l'enzyme nécessaire, la glucuronyl-transférase, chez les espèces de cette famille[réf. nécessaire].